# 江風型駆逐艦
江風型駆逐艦（かわかぜかたくちくかん）は、日本海軍の一等駆逐艦。同型艦2隻。

## 計画
谷風は1916年(大正5年)成立した八四艦隊完成案の一部に含まれる大型駆逐艦1隻の予算(2,028,145円)により建造され、江風は大正6年度(1917年)追加予算にある八四艦隊完成案に含まれ、イタリアに譲渡した浦風型江風(初代)の代艦として建造された。江風の予算は初代を解約したことによる返戻金相当額(879,367円)が当てられた。
先行計画の谷風よりも江風の竣工が早く、類別等級表にも江風、谷風の順に記載された結果、本型は江風型とされている。

## 艦型
基本計画番号F30。前型である磯風型の設計を大幅に改良した。
機関に初めてオールギアードタービンを採用した艦(後述)で、計画は慎重に進められた。船体形状は水槽試験で数種類を比較検討して決定、船体の重量軽減にも一層注意を払い、浮いた分を機関重量に回した。
4基の缶(ボイラー)を全て重油燃焼とし、日本海軍駆逐艦として初めてオールギアードタービンを搭載したことによって37.5ノットの高速力を実現した。なおタービン形式は天龍型と同じブラウン・カーチス式である。竣工当初はタービン翼の折損事故が頻発したが、造機技術官の努力により逐次解決されていき、本型以降の駆逐艦の主機関は重油専焼缶とギアードタービンの組合せとなった。
主砲は磯風型より1基減の3基だが、装備位置を高くして荒天時の砲戦能力向上を図った。雷装は前型と同一の、45cm連装3基6門を装備した。探照燈は艦橋上の1基に加え、後部マスト直後にも1基装備し、夜戦能力の強化も図っている。
主砲を艦橋の前後に1門ずつ装備するなど、同時期計画の天龍型軽巡洋艦と艦型が類似し、河合定二造船官の設計と思われる。全体的には雷撃力と速力を重視し、その分砲力が犠牲となった。

## 同型艦

### 江風（かわかぜ/かはかぜ）
1916年（大正5年）8月10日製造訓令、1917年（大正6年）2月15日横須賀海軍工廠で起工、同年10月10日午後2時30分進水、1918年（大正7年）11月11日竣工。全力公試では計画値を上回る40,000馬力、39ノット強を記録した。1934年（昭和9年）4月1日除籍。

### 谷風（たにかぜ）
1916年5月12日製造訓令、1917年9月20日舞鶴海軍工廠で起工、1918年7月20日午前10時35分進水、1919年（大正8年）1月30日竣工。1935年（昭和10年）4月1日除籍。呉及びその周辺で防波堤として使用、戦後解体。

## 駆逐隊の変遷
江風型は2隻で打ち切りとなったため、江風型のみの2隻編成で駆逐隊を編成した。

### 第三駆逐隊→第十四駆逐隊

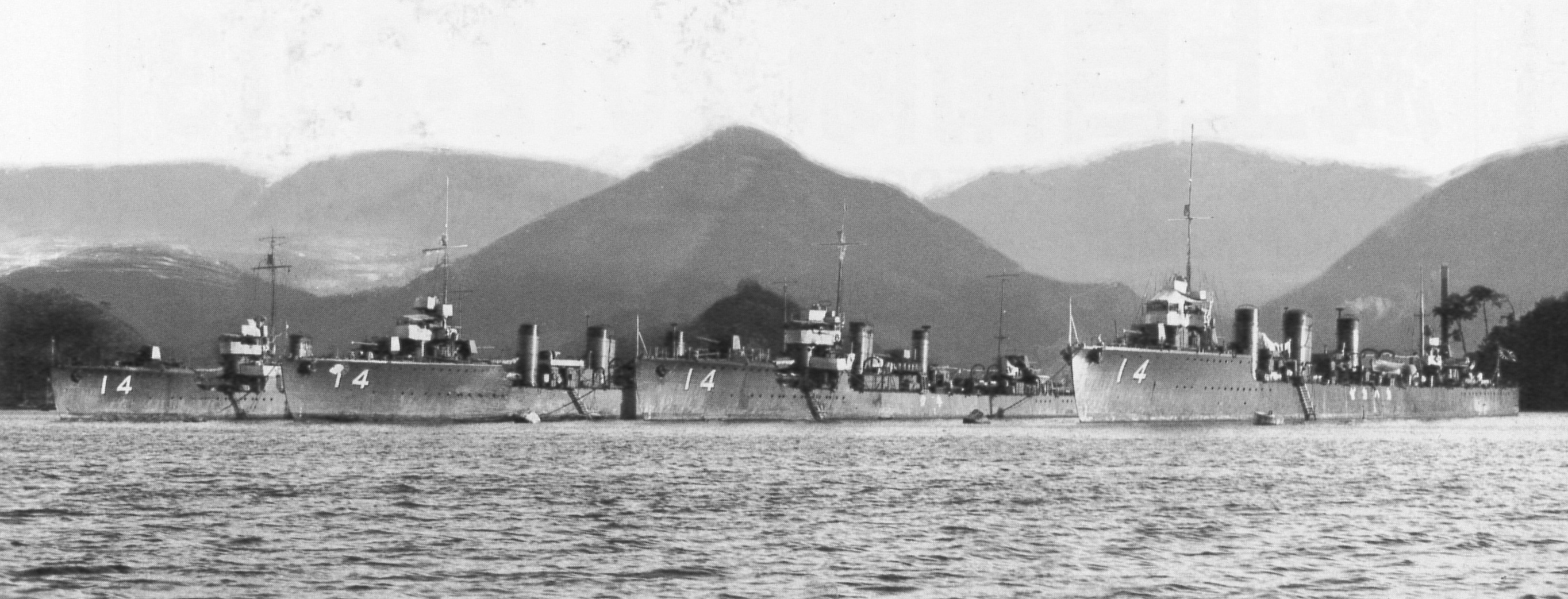
第14駆逐隊。左から葵、谷風、菊、江風。

大正8年2月1日、横須賀鎮守府籍の江風・谷風で編成。同日、神風型駆逐艦からなる先代が第六駆逐隊にスライドしたことを受けて、三代目の第三駆逐隊となった。大正8年11月1日に呉鎮守府に転籍、大正7年11月2日に神風型からなる先代が横須賀に転出して第九駆逐隊に改名して以来の二代目第十四駆逐隊となった。大正9年12月25日、樅型の菊・葵を編入し、異例の2等級2種からなる混成駆逐隊となった。両者の性能に大きな差があることから、艦隊への編入は、第一艦隊第一水雷戦隊への1年間にとどまり、その後は要港部部隊に派遣され沿岸警備に従事する。昭和14年12月10日、菊・葵・萩の哨戒艇改造により解隊された。所属部隊と所属駆逐艦の変遷は以下のとおり。各艦の艦歴は各艦の項目を参照。
1919年（大正8年）2月1日:江風、谷風で編成。第二艦隊第二水雷戦隊
1919年（大正8年）11月1日:呉鎮守府に転籍、第十四駆逐隊に改称、第二艦隊第二水雷戦隊。
1920年（大正9年）12月25日:新造した菊、葵を編入。
1921年（大正10年）12月1日:呉鎮守府予備艦。
1923年（大正12年）12月1日:第一艦隊第一水雷戦隊。
1924年（大正13年）12月1日:呉鎮守府予備艦。
1925年（大正14年）12月1日:馬公要港部に派遣。
1928年（昭和3年）12月10日:呉鎮守府予備艦。
1930年（昭和5年）12月1日:舞鶴要港部に派遣。
1931年（昭和6年）12月1日:江風、谷風は呉鎮守府部隊に転出。第十六駆逐隊より夕顔を編入。
1935年（昭和10年）11月15日:夕顔は呉鎮守府部隊に転出。第十五駆逐隊より萩を編入。以後、舞鶴要港部・呉鎮守府部隊として沿岸警備に従事。
1939年（昭和14年）12月10日　解隊。菊・葵・萩は哨戒艇改造に着手。